# دنویل (آلاباما)
دنویل (به انگلیسی: Danville) یک منطقهٔ مسکونی در ایالات متحده آمریکا است که در آلاباما واقع شده‌است. دنویل ۱۸۶ متر بالاتر از سطح دریا واقع شده‌است.